# Лешко II
Лешко II (Лешек, Лестек, Лестко) (пол. Leszko II, лат. Lesco Secundus; VII век) — легендарный князь полян, один из первых польских государственных деятелей. Считается основателем династии Попелидов, отец Лешко III, дед Попела I, прадед Попела II.

## Биография
Впервые упоминается в хронике Chronica seu originale regum et principum Poloniae Викентия Кадлубека (XIII век).
После смерти бездетного князя Лешко I наступил период безвластия (безкоролевье). Страна погрузилась в распри. Чтобы их прекратить, по легенде, польская знать решила избрать себе нового князя. Претенденты должны были проскакать через поле на коне до отмеченного места, и первый достигнувший её стал бы князем. Одним из претендентов был неизвестный по имени юноша, решивший прибегнуть к хитрости, он тайно усеял поле шипами и присыпал песком, оставив для себя узкую тропинку, а копыта своего коня защитил железными подковами. Однако накануне состязаний два юноши низкого звания забавы ради решили пробежать через поле до колонны, и поранили ноги о шипы, раскрыв коварный замысел хитреца.
В день состязаний он без помех первым добрался до меты, в то время как его соперники сошли с дистанции. Однако во время забега тот из двух юношей, чьи ноги менее пострадали накануне, под всеобщий смех пешком, окольными тропами, тоже побежал к колонне. И, хотя он не сумел опередить возжелавшего власти хитреца, ему удалось изобличить его в коварстве. Обманутые соперники в гневе разорвали коварного претендента на части, а юношу в соответствии с законом избрали князем, хотя он и был низкого звания («простой пастух», согласно «ЭСБЕ» ). Чтобы старое имя не мешало ему править, он взял новое имя и стал зваться Лешко II.
Правление Лешка II было ознаменовано столь знатными деяниями, как будто он родился не в крестьянской лачуге, а в княжеском дворце. Лешко много и успешно воевал с окрестными народами: паннонцами, моравами, чехами, немцами и другими, значительно расширив свои владения. В мирное время, чтобы поддерживать боевой дух войска, он устраивал регулярные сборы и состязания. Среди своих подданных Лешко прославился щедростью, справедливостью и скромностью.
Правление его было долгим и Лешко II умер в преклонном возрасте в бою с сыном Карла Великого, завещав польский трон единственному сыну, также звавшемуся Лешко (В. А. Мякотин, вероятно ошибочно, утверждает в своей статье, что Лешко разделил власть «между своими 20 сыновьями»).
Легенда про Лешка II была несколько изменена в «Великой хронике о Польше, Руси и их соседях», а затем летописцем Яном Длугошем.